# Viva la Vida or Death and All His Friends
Viva la Vida or Death and All His Friends (eller bare Viva la Vida) er et album udgivet i 2008 af det britiske rockband Coldplay. Viva la Vida er spansk og direkte oversat betyder det "lev livet". Men i de fleste sammenhænge bruges det i betydningen "længe leve", som f.eks. "Viva la revolution" ("længe leve revolutionen"). Albumillustrationen er hentet fra maleriet Friheden fører folket på barrikaderne af den franske kunstner Eugène Delacroix. Maleriet er inspireret af den franske revolution.

## Sangliste
Alle sange er skrevet af Guy Berryman, Jon Buckland, Will Champion og Chris Martin, dersom ikke andet er nævnt.
1. "Life in Technicolor"
2. "Cemeteries of London"
3. "Lost!"
4. "42"
5. "Lovers in Japan"
6. "Yes"
7. "Viva la Vida"
8. "Violet Hill"
9. "Strawberry Swing"
10. "Death and All His Friends"
11. "The Escapist" (Hopkins, Martin)